# André S. Labarthe
Pour l’article homonyme, voir André Labarthe.
Pour les articles homonymes, voir Labarthe.
André Sylvain Labarthe, dit André S. Labarthe, est un critique de cinéma, producteur, réalisateur et scénariste français, né le 18 décembre 1931 à Oloron-Sainte-Marie et mort le 5 mars 2018 dans le 20e arrondissement de Paris,.

## Biographie
André S. Labarthe commence sa carrière de critique cinématographique dans les années 1950. Il rencontre André Bazin qui le sollicite pour rejoindre la rédaction des Cahiers du cinéma en 1956. Il découvre le cinéma sans avoir la passion débordante pour le septième art de Jacques Rivette ou François Truffaut qui font déjà partie de la revue. Son regard critique va seul décider André Bazin à l'intégrer à l'équipe.
Membre discret et secret de la Nouvelle Vague, en marge de la marge, Labarthe est un esprit solitaire en perpétuelle ouverture sur le monde, associant librement le cinéma à la psychanalyse, au surréalisme, à la danse, à la littérature, à la peinture, à l'érotisme.
Sa propre vision va effectivement pour beaucoup contribuer aux positionnements critiques des Cahiers. À l'instar de ses collaborateurs, André S. Labarthe partage la même admiration pour certains réalisateurs tels que Jean Renoir, Howard Hawks ou John Ford. Il demeure aussi très attentif au cinéma émergent et participe à la promotion de la Nouvelle Vague et des nouveaux réalisateurs américains indépendants (John Cassavetes, Shirley Clarke). Ses dispositions à cet égard l'amèneront aussi à défendre le jeune cinéma italien, parfois contre l'avis de certains de ses confrères.
En 1964, il entame la collection « Cinéastes de notre temps » qu'il coproduit avec Janine Bazin et dont il réalise lui-même plusieurs épisodes. Cette collection, développée sur plus de cinquante ans, sera composée de portraits de 52 minutes de cinéastes réputés. Le premier épisode, diffusé sur l'ORTF en 1964, est réalisé par Robert Valley et est consacré à Luis Buñuel auquel André S. Labarthe est très attaché et qu'il a beaucoup contribué à faire reconnaître au sein de la critique. La collection propage au travers de la télévision, la vision critique des Cahiers et ancre davantage sa lecture de l'histoire cinématographique. L’un des derniers films qu'il réalise dans la collection est consacré en 2018 à Mathieu Amalric. D’autres, jamais finis, sont jalousement gardés.
André S. Labarthe exerce le métier de critique cinématographique dans ses articles comme derrière sa caméra. La démarche documentaire de Labarthe est « antispectaculaire ». Elle ne cherche pas le scoop, la réalisation est épurée et le commentaire succinct, voire absent. Les documentaires de la collection « Cinéastes de notre temps » tentent de retranscrire l'univers d’un réalisateur et font oublier la présence de l'intervieweur. En 1972, la collection s'interrompt. Elle reprend sur La Sept-ARTE en 1988 sous le titre « Cinéma, de notre temps » dont les différents épisodes sont produits par AMIP (Audiovisuel Multimedia International Production) Xavier Carniaux. Le changement de titre exprime le constat d'une rupture dans la continuité de la collection et témoigne de la naissance d'une nouvelle époque, plusieurs des réalisateurs filmés étant décédés entre-temps.
Durant cette pause dans la série, André S. Labarthe collabore aux émissions Cinéma, Cinémas et Égale cinéma, pour lesquelles il réalise différents sujets sur ses cinéastes favoris. Il réalise aussi plusieurs documentaires sur la danse, notamment sur le chorégraphe William Forsythe, William Forsythe au travail, ainsi que Carolyn Carlson, Patrick Dupond, Ushio Amagatsu, qui emploient les mêmes principes de réalisation que pour la série « Cinéastes de notre temps ».
En 2003, à Belfort, le festival international du film Entrevues, créé par Janine Bazin, lui consacre une rétrospective.

## Filmographie

### Comme réalisateur
Une source de cette liste est une filmographie établie par Jean-Luc Dirick.
- 1965 : Roger Leenhardt ou Le dernier humaniste (collection Cinéastes de notre temps) (TV)
- 1966 : Marcel Pagnol ou le cinéma tel qu’on le parle (collection Cinéastes de notre temps) (TV)
- 1966 : Raoul Walsh ou le bon vieux temps (collection Cinéastes de notre temps) (TV) - coréalisé par Hubert Knapp
- 1966 : Entre chien et loup, John Ford (collection Cinéastes de notre temps) (TV) - coréalisé par Hubert Knapp
- 1967 : Samuel Fuller Independant Filmmaker (collection Cinéastes de notre temps) (TV)
- 1967 : D’un silence l’autre, Josef von Sternberg (collection Cinéastes de notre temps) (TV)
- 1967 : Le Dinosaure et le bébe, dialogue en huit parties entre Fritz Lang et Jean-Luc Godard (collection Cinéastes de notre temps) (TV)
- 1968 : Pierre Perrault, l’action parlée (collection Cinéastes de notre temps) (TV) - coréalisé par Jean-Louis Comolli
- 1968 : Les Deux Marseillaises (documentaire) - Coréalisateur : Jean-Louis Comolli
- 1968 : Jerry Lewis (première partie) (collection Cinéastes de notre temps) (TV)
- 1968 : Festival de Tours (collection Cinéastes de notre temps) (TV)
- 1969 : Conversation avec George Cukor (collection Cinéastes de notre temps) (TV) - coréalisé par Hubert Knapp
- 1969 : John Cassavetes (collection Cinéastes de notre temps) (TV) - coréalisé par Hubert Knapp
- 1969 : Alain Robbe-Grillet, 1re partie : la désignation (collection Cinéastes de notre temps) (TV) - coréalisé par Noël Burch
- 1969 : Alain Robbe-Grillet, 2e partie : les formes d’Éros (collection Cinéastes de notre temps) (TV) - coréalisé par Noël Burch
- 1969 : King Vidor (collection Cinéastes de notre temps) (TV) - coréalisé par Hubert Knapp
- 1970 : Rome brûle, portrait de Shirley Clarke (collection Cinéastes de notre temps) (TV) - coréalisé par Noël Burch
- 1971 : Busby Berkeley (collection Cinéastes de notre temps) (TV) - coréalisé par Hubert Knapp
- 1971 : Jean-Pierre Melville: portrait en neuf poses (collection Cinéastes de notre temps) (TV)
- 1971 : Jerry Lewis (seconde partie) (collection Cinéastes de notre temps) (TV)
- 1972 : Claude Autant-Lara, l’oreille du diable (collection Cinéastes de notre temps) (TV)
- 1972 :  Norman Mac Laren (collection Cinéastes de notre temps) (TV)
- 1982 : Cinéma, Cinémas (série télévisée)
- 1982 : Antoni Tapiès de A à Z (documentaire 53 min)[6]
- 1985 : Égale Cinéma[7] (série télévisée, 6 épisodes de 2 à 5 minutes) (TV)
- 1987 : L'Homme qui a vu l'homme qui a vu l'ours
- 1988 : Sylvie Guillem au travail (documentaire de 52 minutes)
- 1989 : William Forsythe au travail, documentaire (TV)
- 1990 : Nanni Moretti (collection Cinéastes de notre temps) (TV)
- 1990 : The Scorsese Machine (collection Cinéastes de notre temps) (TV)
- 1991 : Claude Chabrol, l'entomologiste (collection Cinéastes de notre temps) (TV)
- 1991 : Bruno Schulz (TV)[8]
- 1994 : Éric Rohmer, preuves à l'appui en deux parties (collection Cinéastes de notre temps) (TV) - avec la collaboration de Jean Douchet
- 1995 : Le cinéma à vapeur à l'occasion du centenaire du cinématographe
- 1996 : Georges Franju, le visionnaire (collection Cinéastes de notre temps) (TV)
- 1997 : Bataille, À perte de vue (Collection Un siècle d'écrivains) (TV)
- 1998 : Sollers, l'isolé absolu (Collection Un siècle d'écrivains) (TV)
- 1999 : David Cronenberg: I Have to Make the Word Be Flesh (collection Cinéastes de notre temps) (TV)
- 2000 : Hitchcock et Ford, le loup et l’agneau (collection Cinéastes de notre temps) (TV)
- 2001 : Artaud cité - Atrocités (Collection un siècle d'écrivains, 47 minutes)
- 2003 : Maigret Simenon, le discours de la méthode (TV)
- 2011 : No comment - à propos de Film socialisme de Jean-Luc Godard (collection Cinéastes de notre temps)
- 2011 : Lettre à Jacky Evrard (Pour les 20 ans des Rencontres du court-métrage de Pantin)
- 2014 : La Photo, court-métrage documentaire[9]
- 2018 : Mathieu Amalric, l'art et la matière (collection Cinéma de notre temps) réalisé avec Quentin Mével

### Comme scénariste
- 1978 : Mamma Rosa ou La farce du destin (feuilleton TV)

### Comme acteur
- 1962 : Vivre sa vie de Jean-Luc Godard
- 1963 : Ro.Go.Pa.G.  film collectif de ROssellini, GOdard, PAsolini, Gregoretti
- 1964 : Noviciat de Noël Burch
- 1969 : L'Amour fou de Jacques Rivette
- 1976 : Peut-être en automne de Jeannette Hubert (TV)
- 1977 : Urgent ou à quoi bon exécuter des projets puisque le projet est en lui-même une jouissance suffisante de Gérard Courant
- 1982 : La Déchirure de Franck Apprederis (TV)
- 1983 : L'Île bleue de Jean-Claude Guidicelli
- 1986 : Adieu la vie de Maurice Dugowson (TV)
- 1991 : Salut les coquins de Marcel Zemour (TV)
- 1991 : Allemagne 90 neuf zéro de Jean-Luc Godard
- 1993 : Les enfants jouent à la Russie de Jean-Luc Godard
- 1994 : JLG/JLG, autoportrait de décembre de Jean-Luc Godard
- 1995 : Cinématon no 1778 de Gérard Courant
- 1999 : Le Mariage de Fanny d'Olivier L. Brunet
- 2002 : Novo de Jean-Pierre Limosin
- 2005 : Bottom de Giovanni Sportiello
- 2005 : Gas de Zoé Inch
- 2006 : Scenarii de Florent Trochel
- 2007 : L'Agnosie visuelle de Guillaume Meigneux
- 2008 :  Monsieur Morimoto de Nicola Sornaga
- 2008 : Je ne connais pas d'Alice de Sebastien Loghman
- 2010 : Tournée de Mathieu Amalric
- 2010 : Puzzle de Sebastien Loghman
- 2012 :  Incident urbain (moyen métrage - 27 min, 35mm) de John Lalor

### En tant que lui-même
- 1974 : Grand écran: Jerry Lewis de Charles Bitsch
- 1991 : Les quarante ans des cahiers du cinéma
- 1993 : Les enfants jouent à la Russie de Jean-Luc Godard
- 1995 : Cinématon n° 1778 de Gérard Courant
- 2001 : Léaud l'unique de Serge Le Péron
- 2002 : Célébration des 20 ans de tournage de Ramey-Custine d'Emmanuel Raquin-Lorenzi et André S. Labarthe, Portrait de groupe no 225 de Gérard Courant
- 2004 : Le Fantôme d'Henri Langlois de Jacques Richard
- 2012 : Jean-Luc Godard, le désordre exposé de Céline Gailleurd et Olivier Bohler

### Sur son travail
- 2002 : Impression(s) d'un livre : autour d'André S. Labarthe, d'Olivier Bombarda
- 2002 : André S. Labarthe, de la tête aux pieds, d'Isabelle Rèbre
- 2005: André S Labarthe comme par hasard de Christine Delorme, Surpris par la nuit France culture 2005 [10]
- 2008 : Il était une fois, André S. Labarthe d'Estelle Fredet
- 2011 : André S. Labarthe s'expose : du chat au chapeau, de Céline Gailleurd et Olivier Bohler pour Nocturnes Productions
- 2012 : Moi, spectateur de Myriam Renouard et Gérard Cohen
- 2012 : Jean-Luc Godard, le désordre exposé, de Céline Gailleurd et Olivier Bohler pour Nocturnes Productions
- 2015 : Cher André S. Labarthe de Jean Douchet et Gérard Courant

## Publications
- Essai sur le jeune cinéma français, Terrain Vague, 1960
- Tuer un rat: Sonderborg, éditions S.M.I., Paris, 1974
- Cassavetes, autoportraits, collectif- éditions Cahiers du cinéma, 1995
- Bataille à perte de vue (le carnet), éditions Jempresse, 1997
- À corps perdu, évidemment, éditions Limelight, 1997
- Bataille, Sollers, Artaud, trilogie éditée par Filigranes, 2001
- La desserte, éditions Filigranes, 2001
- Le Triboulet. Cinq rencontres avec André S. Labarthe, Filigranes, 2004
- Du premier cri au dernier râle, Yellow Now, 2004
- Happy End (accords perdus 2), éditions Limelight, 2008
- La Saga Cinéastes, de notre temps. Une histoire du cinéma en 100 films, avec Thierry Lounas, Capricci éditions, 2011
- Le Traité du verre, en effet (accords perdus 3), éditions Limelight, 2011
- Belle à faire peur (accords perdus 4), éditions Limelight, 2014
- Madagascar, recueil de dessins, éditions Limelight, 2014
- Préface de Résurrection permanente d'un cinéaste amoureux de Damien Odoul, Les Cahiers Dessinés, 2016

## Art contemporain
André S. Labarthe entretient longtemps une relation très forte à l'art moderne et contemporain.
Le Chat de Barcelone a été présentée au public en 2010 à la MABA à Nogent-sur-Marne. La création de cette exposition a été documentée dans André S. Labarthe s'expose : du chat au chapeau réalisé par Céline Gailleurd et Olivier Bohler pour Nocturnes Productions en 2011.
Il est invité d'honneur du Festival international du livre d'art et du film à Perpignan en 2014.

## Citations
- « Je vous emmerde, vous m’avez peut-être viré mais je continue la critique, et en plus je fais mieux puisque je ne l’écris plus, je la filme ! »

- « J’avais plus envie de publier des poèmes que de faire des films mais c’est arrivé en même temps. »

- « Aux Cahiers, il était possible d’écrire sur des films pas encore vus. Oui, on pouvait affirmer que le film d’Untel était mauvais sans même y être allé. »

## Distinctions
- Grand prix de la télévision pour l'ensemble de son œuvre décerné en 1984 par la Société des gens de lettres